# 1947年の法
1947年の法関連の出来事。

## できごと

### 1月
- 1月1日 - 中華民国憲法公布
- 1月10日 - 国際連合安全保障理事会決議16採択
- 1月4日 - 公職に関する就職禁止、退職等に関する勅令改正
- 1月15日 - 婦女に売淫をさせた者等の処罰に関する勅令公布、同日施行
- 1月16日
  - 皇室典範・皇室経済法公布
  - 内閣法公布

### 2月
- 2月10日
  - パリ条約 (1947年)調印
  - 国際連合安全保障理事会決議17採択
- 2月13日 - 国際連合安全保障理事会決議18採択
- 2月24日 - 参議院議員選挙法公布、同日施行
- 2月27日 - 国際連合安全保障理事会決議19採択

### 3月
- 3月10日 - 国際連合安全保障理事会決議20採択
- 3月13日 - 華族世襲財産法を廃止する法律公布
- 3月31日
  - 衆議院解散
  - 衆議院議員選挙法改正
  - 旧教育基本法、学校教育法公布

### 4月
- 4月1日 - 旧教育基本法・学校教育法施行
- 4月2日 - 国際連合安全保障理事会決議21採択
- 4月4日 - シカゴ条約発効
- 4月7日 - 労働基準法、労働者災害補償保険法公布
- 4月9日 - 国際連合安全保障理事会決議22採択
- 4月14日 - 私的独占の禁止及び公正取引の確保に関する法律公布
- 4月16日 - 裁判所法・検察庁法公布
- 4月17日
  - 地方自治法公布
  - 下級裁判所の設立及び管轄区域に関する法律公布
  - 日本国憲法施行の際現に効力を有する命令の規定の効力等に関する法律公布
  - 宮内府法（現在の宮内庁法）公布
- 4月18日 - 国際連合安全保障理事会決議23採択
- 4月20日 - 第1回参議院議員通常選挙
- 4月25日 - 第23回衆議院議員総選挙
- 4月30日
  - 国会法・国会図書館法公布
  - 国際連合安全保障理事会決議24採択

### 5月
- 5月1日 - 皇室令及附属法令廃止ノ件・皇室典範及皇室典範増補廃止ノ件公布、同日施行
- 5月2日
  - 枢密院官制及事務規程等の廃止に関する勅令公布、同日施行により枢密院廃止
  - 皇室令・皇族就学令・旧皇室典範廃止、これにより皇族会議廃止
  - 外国人登録令公布、同日施行
- 5月3日
  - 日本国憲法・日本国憲法施行の際現に効力を有する命令の規定の効力等に関する法律施行
  - 内閣法・国会法・裁判所法・検察庁法・宮内府法・地方自治法施行
  - 裁判所法施行により最高裁判所発足、裁判所構成法廃止により大審院廃止
  - 下級裁判所の設立及び管轄区域に関する法律施行
- 5月20日 - 第1特別国会召集
- 5月23日 - 国際連合安全保障理事会決議25採択

### 6月
- 6月4日 - 国際連合安全保障理事会決議26採択
- 6月23日 - タフト・ハートレー法成立

### 7月
- 7月18日 - 1947年インド独立法施行
- 7月20日 - 私的独占の禁止及び公正取引の確保に関する法律施行

### 8月
- 8月1日 - 国際連合安全保障理事会決議27採択
- 8月6日 - 国際連合安全保障理事会決議28採択
- 8月12日 - 国際連合安全保障理事会決議29採択
- 8月20日 - 医者裁判終了
- 8月25日
  - 国際連合安全保障理事会決議30採択
  - 国際連合安全保障理事会決議31採択
- 8月26日 - 国際連合安全保障理事会決議32採択
- 8月27日 - 国際連合安全保障理事会決議33採択

### 9月
- 9月1日 - 労働基準法施行
- 9月2日 - 米州相互援助条約調印
- 9月15日 - 国際連合安全保障理事会決議34採択
- 9月29日 - アインザッツグルッペン裁判開始

### 10月
- 10月3日 - 国際連合安全保障理事会決議35採択
- 10月18日 - 災害救助法公布
- 10月21日 - 国家公務員法公布
- 10月26日 - 刑法改正
- 10月27日 - 国家賠償法公布、同日施行
- 10月30日
  - 関税および貿易に関する一般協定（GATT）調印
  - 郵便貯金法公布

### 11月
- 11月1日 - 国際連合安全保障理事会決議36採択
- 11月8日 - 道路交通取締法公布
- 11月20日- 裁判官弾劾法公布、同日施行
- 11月21日
  - 国際法委員会設立
  - 国際連合決議177採択
- 11月25日
  - 1947年ウェストミンスター憲章採択法（Statute of Westminster Adoption Act 1947）成立
  - 1947年ニュージーランド憲法改正法（New Zealand Constitution Amendment (Request and Consent) Act 1947）成立
- 11月29日 - 国際連合総会決議181採択
- 11月30日 - 職業安定法公布

### 12月
- 12月1日
  - 失業手当法公布
  - 失業保険法施行
  - 職業安定法施行
  - 郵便貯金法施行
- 12月4日 - 入紙製造取締法公布
- 12月6日 - 家事審判法公布、同日施行
- 12月9日 - 国際連合安全保障理事会決議37採択
- 12月10日 - あん摩マツサージ指圧師、はり師、きゆう師等に関する法律公布
- 12月12日 - 児童福祉法公布
- 12月15日 - 農業災害補償法公布、同日施行
- 12月17日
  - 旧警察法公布
  - 法務庁設置法（後の法務府設置法・旧法務省設置法）公布
  - 国の利害に関係のある訴訟についての法務大臣の権限等に関する法律公布
- 12月18日 - 過度経済力集中排除法公布、同日施行
- 12月22日
  - 民法改正
  - 戸籍法公布
- 12月23日 - 消防組織法公布
- 12月24日
  - 食品衛生法公布
  - 理容師法公布
- 12月25日 - 中華民国憲法施行
- 12月27日 - イタリア共和国憲法公布
- 12月29日 - 栄養士法公布